# Craveggia
Craveggia – miejscowość i gmina we Włoszech, w regionie Piemont, w prowincji Cusio Ossola.
Według danych na rok 2004 gminę zamieszkiwały 732 osoby, 20,3 os./km².